# Lucas Piton
Lucas Piton Crivellaro (Jundiaí, 9 ottobre 2000) è un calciatore brasiliano, difensore del Vasco da Gama.

## Biografia
Dal luglio 2021, è in possesso della cittadinanza italiana per via delle origini dei bisnonni, originari di Villafranca Padovana.

## Caratteristiche tecniche
Terzino sinistro veloce e dotato di una buona progressione palla al piede, le sue principali qualità sono l'abilità nel fraseggiare con i compagni e la precisione nei cross in area.

## Carriera

### Club
Nato a Jundiaí, Piton ha giocato a futsal prima di passare al calcio a 11, entrando nel settore giovanile del Corinthians, con cui ha esordito fra i professionisti l'8 dicembre 2019, disputando l'incontro di Série A perso 2-1 contro il Fluminense, in cui ha realizzato l'assist per l'unico gol realizzato dal Timão.
Promosso definitivamente in prima squadra in vista della stagione successiva, il 6 marzo 2020 ha debuttato in Coppa Libertadores, giocando il match perso 1-0 contro il Guaraní.
Il 28 dicembre 2022, Piton è passato a titolo definitivo al Vasco da Gama, con cui ha firmato un contratto quadriennale.

### Nazionale
Piton ha rappresentato le nazionali giovanili di futsal del Brasile.
Nel maggio del 2023, è stato incluso dal CT Roberto Mancini nella lista dei pre-convocati della nazionale maggiore italiana per la fase finale della UEFA Nations League.

## Statistiche
Statistiche aggiornate al 24 settembre 2020.

### Presenze e reti nei club
| Stagione        | Squadra         | Campionato      | Campionato | Campionato | Coppe nazionali | Coppe nazionali | Coppe nazionali | Coppe continentali | Coppe continentali | Coppe continentali | Altre coppe | Altre coppe | Altre coppe | Totale | Totale | Totale |
| Stagione        | Squadra         | Comp            | Pres       | Reti       | Comp            | Pres            | Reti            | Comp               | Pres               | Reti               | Comp        | Pres        | Reti        | Pres   | Reti   |        |
| --------------- | --------------- | --------------- | ---------- | ---------- | --------------- | --------------- | --------------- | ------------------ | ------------------ | ------------------ | ----------- | ----------- | ----------- | ------ | ------ | ------ |
| 2019            | Corinthians     | A1/SP+A         | 0+1        | 0          | CB              | 0               | 0               |                    | -                  | -                  |             | -           | -           | 1      | 0      |        |
| 2020            | Corinthians     | A1/SP+A         | 8+7        | 0          | CB              | 0               | 0               | CL                 | 2                  | 0                  |             | -           | -           | 17     | 0      |        |
| Totale carriera | Totale carriera | Totale carriera | 16         | 0          |                 | 0               | 0               |                    | 2                  | 0                  |             | -           | -           | 18     | 0      |        |